# Pericoma calcifera
Pericoma calcifera är en tvåvingeart som beskrevs av Vaillant och Phil Withers 1993. Pericoma calcifera ingår i släktet Pericoma och familjen fjärilsmyggor.
Artens utbredningsområde är Frankrike. Inga underarter finns listade i Catalogue of Life.